# Phare de Hunting Caye
Le phare de Thomas « Lester » Garbutt, anciennement nommé phare de Hunting Caye (en espagnol : Faro de Cayo Hunting), est un phare actif situé sur la caye Hunting, dans la District de Toledo au Belize.

## Histoire
La caye Hunting est une petite île du golfe du Honduras située à 65 km large de Punta Gorda. La caye fait partie de la Sapodilla Cayes Marine Reserve est une aire marine protégée de catégorie IV par l'IUCN créée en 1996 et administrée par le Département des pêches du Belize.
Le 29 août 2020, le phare est officiellement renommé phare de Thomas « Lester » Garbutt, d'après le nom du gardien du phare de 1961 à 2001,.

## Description
Ce phare est une tour métallique pyramidale à claire-voie, avec une galerie et une lanterne de 17 m de haut. La tour est peinte en blanc. Il émet, à une hauteur focale d'environ 17 m, un long éclat blanc par période de 10 secondes. Sa portée est de 17 milles nautiques (environ 37.5 km).
Identifiant : ARLHS : BLZ-015 - Amirauté : J5974 - NGA : 110-16396 .

### Lien connexe
- Liste des phares du Belize